# Ампато
Ампато (исп. Ampato) — вулкан в Южной Америке на территории южного Перу.
Расположен в 100 км (60 миль) к северо-западу от Арекипа. Высота 6288 м, зимой вершина покрыта снегом. Он является частью цепочки из трех стратовулканов, которые объединены под общим названием Сабанкая.
В результате отступающих ледников в сентябре 1995 года, вблизи вершины Ampato обнаружили мумифицированные тела девушек из племени Инков.